# Myotis csorbai
Myotis csorbai là một loài động vật có vú trong họ Dơi muỗi, bộ Dơi. Loài này được Topál miêu tả năm 1997.